# Heliophanus pauper
Heliophanus pauper là một loài nhện trong họ Salticidae.
Loài này thuộc chi Heliophanus. Heliophanus pauper được Wanda Wesołowska miêu tả năm 1986.